# Max Weinberg
Pour les articles homonymes, voir Weinberg.
Max Weinberg, né le 13 avril 1951 à Newark (New Jersey), est un musicien américain connu pour jouer de la batterie dans le groupe E Street Band avec Bruce Springsteen.

## Biographie
Weinberg a grandi dans le New Jersey et commence très tôt à jouer de la batterie. En 1974 il réussit une audition pour devenir batteur du groupe de Bruce Springsteen. Il participe alors aux enregistrements et aux concerts du E Street Band.
En 1993, il devient le leader de son groupe, The Max Weinberg 7, qui joue dans le Late Night with Conan O'Brien. Il joue à la fois pour O'Brien et Springsteen lorsque ce dernier reforme le E Street Band en 1999.
Après sa contribution en 2009 au Tonight Show with Conan O'Brien, il forme un nouveau groupe: le Max Weinberg Big Band.
Son fils, Jay Weinberg, est de 2014 à 2023 le batteur du groupe de metal américain Slipknot, remplaçant ainsi Joey Jordison.

## Matériel
Max Weinberg a joué avec différents batteries fabriquées par Pearl puis Ludwig, à chaque fois accompagnées de cymbales Zildjian. Depuis 1989, il joue sur des modèles de la marque DW et toujours accompagnés de cymbales Zildjian.
À savoir qu'il utilise différents kits suivant l'artiste qu'il accompagne. Il possède notamment sept kits différents pour les apparitions avec l'orchestre de Conan O'Brien (2 lors de représentations avec Bruce Springsteen & The E Street Band et trois autres lors de shows avec son propre Big Band).

### Présentation des kits

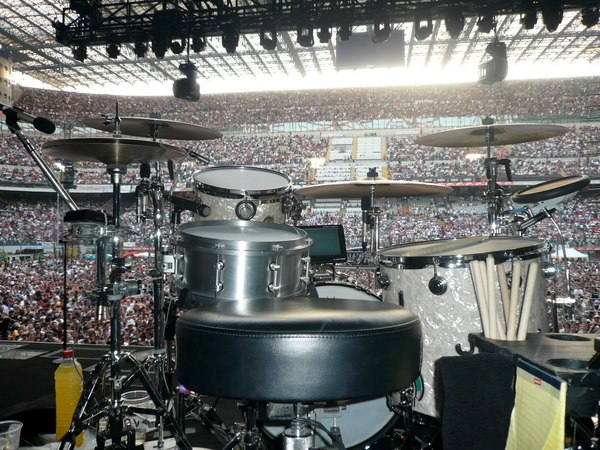
MaxWeinberg kit

Kit lors de tournées avec Bruce Springsteen & The E Street Band (* à 2009):
- Kit de tom alto de 13" x 9", tom basse 16" x 16" et grosse caisse de 20" x 16", le tout en finition "Vintage Marine".
- Une caisse-claire de marque "Peace Drum", modèle SD-503.
- Un kit de cymbales Zildjian comportant les modèles suivants: A Mastersounds HiHats de 14", A Medium Crash de 17" , A Medium Crash de 18", A Rock Ride de 20".

Il a par ailleurs utilisé une caisse-claire DW Edge de 5" x 14" auparavant.